# Nial Fennelly
Nial Fennelly (* 3. Mai 1942 in Dublin, Irland) ist ein irischer Jurist. Er war Generalanwalt am Gerichtshof der Europäischen Union (EuGH) und Richter am irischen Supreme Court.

## Leben
Fennelly studierte Wirtschaftswissenschaft am University College Dublin und schloss danach die Rechtsanwaltsausbildung am King’s Inns ab. Bereits während seiner Schulzeit und seines Studiums war er Generalsekretär des Organising Bureau of European School Student Unions. Zeitweise war er Mitglied der Irish Labour Party. Von 1964 bis 1995 war er als Barrister tätig. 1995 wurde er zum Senior Counsel ernannt. Vom 19. März 1995 bis 6. Juli 2000 war er Generalanwalt am EuGH. Nach Ablauf seiner Amtszeit wurde er zum Richter am irischen Supreme Court ernannt.